# إتش تي سي ديزاير 816
إتش تي سي ديزاير 816 هو هاتف جوال ذكي، أعلن في ملتقى عالم الهاتف النقال عام 2014 في برشلونة، إسبانيا، يمتاز بشاشة عرض 5.5 بوصة مع دقة 1280 × 720, مع تسجيل فيديو عالي الدقة.

## ميزات
يمتاز إتش تي سي ديزاير 816 بنظام كوالكوم سناب دراغون مع 1.5 غيغابايت من ذاكرة الوصول العشوائي، و 8 غيغابايت من سعة الذاكرة الخارجية، وبطارية غير قابلة للإزالة 2600 ملم، كما يأتي مع كاميرتين، كاميرا خلفية 13 ميغابيكسال , وأمامية 5 ميغابيكسال.الهاتف الذكي يعمل على نظام الاندرويد إصدار 4.4.2 وهو قابل للترقية إلى 5.0.2 , نظام لوليبوب , على الصعيد العالمي في أبريل عام 2015.

## ترقية البرامج الثابتة
في مارس، تجدد إيش تي اس إلى إصدار 7, حيث أصبح يمكن للمستخدمين إنشاء موضوع (ثيم) الهاتف الخاص بهم، أو وصول المستخدم لمختلف الموضوعات والخلفيات واستخدامها، وبالنسبة للصوت فهو يعمل بشكل أفضل مع إش تي اس ذو الإصدار 7 وأتش تي سي «زوي», وزيادة إلى توفير الطاقة، وتوفير خيارات الطاقة القصوى لتمديد عمر البطارية، ولم المستخدم يلجأ لإطفاء الهاتف لتوفير البطارية بسبب ضعفها.

## خلفاء
كما أطلقت شركة إيش تي سي آيش تي سي ز 816 جي الجديد في سبتمبر الذي يتم تشغيله على نظام التشغيل كيتكات 4.4 ومعالج ميدكاتك. وهاتف إتش تي سي ديزاير 820 تابع ل ديزاير 816.

## انظر ايضآ
- إتش تي سي ديزاير سي
- إتش تي سي ديزاير آي
- إتش تي سي دزاير زد